# 당신에게 일어날 수 있는 일
《당신에게 일어날 수 있는 일》(영어: It Could Happen to You)는 1994년 미국의 로맨틱 코미디 드라마 영화이다. 니컬러스 케이지, 브리짓 폰다 주연작으로, 앤드루 버그먼 감독이 연출하고, 제인 앤더슨이 각본을 썼다.

## 줄거리
뉴욕 경찰인 찰리 랭은 친절하고 성실한 경찰관으로, 퀸스 이웃들과도 좋은 관계를 유지하며 살아가고 있다. 반면 미용실에서 일하는 아내 뮤리얼은 탐욕스러운 물질주의자로, 늘 불만을 토로한다. 어느 날 찰리는 단골 식당의 종업원 이본 비아시에게 팁을 줄 돈이 없자 복권에 당첨되면 당첨금을 나눠 주겠다고 농담처럼 약속한다. 역시 친절한 성격인 이본은 사이가 멀어진 남편 때문에 빚에 시달리며, 남편이 멋대로 쓴 신용 카드의 책임을 전부 홀로 지게 된다.
찰리는 다음 날 복권에 당첨되어 4백만 달러를 받게 되자 뮤리얼의 반대에도 불구하고 약속한 대로 이본과 당첨금을 나눈다. 이 일로 찰리와 이본은 유명인사가 되고, 뮤리얼은 이를 기회 삼아 자신이 좋아하는 미용 제품 대변인이 되려고 한다. 이본은 식당을 인수하며 급료를 부당하게 미뤘던 전 사장을 해고하고, 어려운 사람들을 위한 무료 식사 테이블을 마련한다. 찰리는 강도 사건을 막다가 부상을 입고 휴가를 받는다.
찰리와 이본은 선상에서 열리는 복권 당첨자 모임에 초대받는다. 하지만 부두에 도착한 이본은 택시비를 낼 잔돈이 없어 쩔쩔매고 찰리는 이상황을 도와 주려다가 함께 전세 배를 놓치는 바람에 모임에 참석하지 못하고, 둘은 따로 저녁 식사를 함께하며 가까워진다. 한편 뮤리얼은 모임에서 부자 남자에게 접근해 바람을 피운다. 찰리와 이본은 지하철 승객들에게 무료 탑승을 제공하고 동네 야구단을 뉴욕 양키스 선수들과 만나게 해주는 등 선행을 이어간다.
뮤리얼은 찰리의 기부 행위에 질린 척하며 이혼을 요구하고, 같은 저녁 이본은 갑자기 나타나 돈을 요구하는 남편을 피해 집에서 도망쳐 나오면서 우연히 찰리와 같은 플라자 호텔에 머물게 된다. 찰리와 이본은 하룻밤을 함께 보내고 사랑에 빠진다.
이혼 재판에서 뮤리얼은 찰리의 복권 당첨금 전액은 물론 뮤리얼이 찰리가 이본에게 줬던 돈까지 달라고 한다. 법원은 뮤리얼의 손을 들어준다. 이본은 자신이 찰리의 이혼과 파산을 초래한 것만 같아 죄책감에 찰리를 밀어내지만, 찰리는 돈은 상관없고 이본과 함께하는 것이 더 행복하다고 말한다. 결국 이본은 찰리의 마음을 받아들인다.
두 사람은 식당에서 미래를 고민하던 중 노숙자에게 수프를 제공하는데, 사실 그의 정체는 신문 기자였고 다음 날 뉴욕 포스트에 찰리와 이본의 이야기가 실리면서 이를 읽은 많은 뉴욕 시민들이 두 사람에게 편지와 함께 돈을 보낸다. 두 사람은 그 돈으로 빚을 모두 갚고, 찰리는 다시 경찰관으로 복귀하고, 이본은 식당을 다시 열어 행복한 삶을 시작한다.
반면 뮤리얼은 부자인줄 알았지만 사기꾼이었던 남편이 재산 전액을 훔쳐 달아나면서 다시 손 관리사 일을 하게 된다. 이본은 드디어 전 남편과의 이혼이 성립하면서 찰리와 결혼하여 센트럴파크에서 열기구를 타고 행복한 신혼여행을 즐긴다.

## 출연진
- 니컬러스 케이지 - 찰리 랭 역
- 브리짓 폰다 - 이본 비아시 역
- 로지 퍼레즈 - 뮤리얼 랭 역
- 웬들 피어스 - 보 윌리엄스 역
- 아이작 헤이스 - 에인절 듀프리 역
- 시모어 커셀 - 잭 그로스 역
- 스탠리 투치 - 에디 비아시 역
- 리처드 젱킨스 - C. 버넌 헤일 역
- 레드 버튼스 - 월터 저쿠토 역
- 빅터 로하스 - 헤이수 역
- J. E. 프리먼 - 샐 본템포 역
- 찰스 부시 - 티미 역
- 비어트리스 윈디 - 판사 역
- 빈센트 패스토어 - 볼링팀 멤버 역
- 에밀리 데이셔넬 - 모피 반대 운동가 역
- 윌리 콜론 - 시장 역
- 프랭크 펠러그리노 - 워터스 에지 지배인 역
- 앤 다우드 - 캐럴 역
- 림카이통 - 선 역

## 기타 제작진
- 총괄 제작: 게리 애덜슨
- 작곡(영화 속 음악): 조 멀헤린

## 우리말 녹음
MBC 성우진 (2001년 2월 10일)
- 박조호 - 찰리 랭 (니컬러스 케이지)
- 정남 - 이본 비아시 (브리짓 폰다)
- 이선주 - 뮤리얼 (로지 퍼레즈)
- 김현직 - 에인절 (아이작 헤이스)
- 황일청 - 보 (웬들 피어스)
- 최병학
- 김은영
- 김태훈
- 조향이
- 김강산
- 안장혁
- 김영선
- 장성호
- 최석필
- 김아영
- 김용준
- 송준석
- 최수진
- 김서영
- 노계현
- 배정민
- 채의진
- 최한
- 표영재